# 阿留申湾
阿留申湾（俄语：Бухта Алеут）是波西耶特湾的一部分，属滨海边疆区哈桑区管辖，集水面积13平方公里，面积3平方公里，最深处17米，岸长6.2公里。它在1877年被命名，以纪念11月7日失事的阿留申号纵帆船。